# Юта Маммот
«Юта Маммот» (англ. Utah Mammoth) — професійний хокейний клуб Центрального дивізіону Західної конференції Національної хокейної ліги з міста Солт-Лейк-Сіті, штат Юта, США, який засновано у 2024 році. З сезону 2024—25 виступає в Національній хокейній лізі.

## Історія
Першою командою штата Юта був клуб «Солт-Лейк Голден Іглз», який існував з 1969 по 1994 роки.
Пізніше тут існувала команда Американської хокейної ліги «Юта Гріззліс».
У 2002 році тут проходили матчі Зимових олімпійських ігор.
З 2021 по 2023 роки виставкові матчі проводили клуби НХЛ «Лос-Анджелес Кінгс» проти «Вегаса» та «Сан-Хосе».
У березні 2023 року власник клубу НБА «Юта Джаз» Раян Сміт виявив бажання, щоб у регіоні з'явилася ще одна команда з однієї з провідних спортивних ліг США, та провів зустріч із комісаром ліги Гері Беттменом щодо створення хокейної команди в Юті.
13 квітня 2024 року з'явилась новина про переміщення «Аризони Койотс» до Солт-Лейк-Сіті.
18 квітня 2024 року Рада директорів НХЛ схвалила рішення щодо створення команди в Солт-Лейк-Сіті. Нова коамнда не є правонаступником «Койотс».
«Юта» виступає на тій самій арені, що і «Юта Джаз».
4 жовтня 2024 року капітаном клубу обрали Клейтона Келлера. 8 жовтня 2024 року «Юта» провела свою першу гру в НХЛ проти «Чикаго Блекгокс». Першу шайбу в НХЛ закинув Ділан Гюнтер.
7 травня 2025 року клуб отримав нове ім'я «Юта Маммот».

## Логотип

Логотип до літа 2025 року